# Phạm Văn Hai (xã)
Phạm Văn Hai là một xã thuộc huyện Bình Chánh, Thành phố Hồ Chí Minh, Việt Nam.
Xã Phạm Văn Hai nằm ở phía tây bắc huyện Bình Chánh, có vị trí địa lý
- Phía đông giáp các xã Vĩnh Lộc A, Vĩnh Lộc B và quận Bình Tân
- Phía tây giáp tỉnh Long An
- Phía nam giáp xã Bình Lợi và xã Lê Minh Xuân
- Phía bắc giáp huyện Hóc Môn.

Xã có diện tích 27,46 km², dân số năm 2021 là 35.436 người,  mật độ dân số đạt 1.290 người/km².